# 1943 a sportban
1943 főbb sporteseményei a következők voltak:
- A Csepel FC megvédi NB1-es bajnoki címét. Ez a klub második bajnoki elsősége.

## Születések
- ? – Derek Edwards, Challenge Cup-győztes brit válogatott angol rögbijátékos († 2020)
- január 4. – José Jacinto Hidalgo, venezuelai atléta, rövidtávfutó, olimpikon († 2020)
- január 5. – Paulo Henrique Souza de Oliveira, brazil válogatott labdarúgó
- január 6. – Petr Nemšovský, csehszlovák születésű szlovák atléta, hármasugró († 2020)
- január 8. – Fernando Peres, világbajnoki bronzérmes portugál válogatott labdarúgó, edző († 2019)
- január 20. – Louis Cardiet, francia válogatott labdarúgó, hátvéd († 2020)
- január 21. – Zdravko Hebel, olimpiai bajnok jugoszláv válogatott horvát vízilabdázó, sportvezető († 2017)
- február 1. – Ali Mema, albán válogatott labdarúgó, középpályás, edző († 2019)
- február 11. – Albin Vidović, olimpiai és világbajnok jugoszláv válogatott horvát kézilabdázó († 2018)
- február 12.
  - Ljudmila Nyikolajevna Gurejeva, olimpiai ezüstérmes szovjet válogatott röplabdázó († 2017)
  - Manfred Schaefer, németországi születésű, ausztrál válogatott labdarúgó, edző († 2023)
- február 24. – Gigi Meroni, olasz válogatott labdarúgó, csatár († 1967)
- február 25. – Wilson da Silva Piazza, világbajnok brazil válogatott labdarúgó
- március 1.
  - José Ángel Iribar, Európa-bajnok spanyol válogatott labdarúgókapus, edző
  - Ben Jipcho, olimpiai ezüstérmes, kenyai atléta, futó († 2020)
- március 2.
  - Balogh Márta, világbajnok magyar válogatott kézilabdázó († 2019)
  - Allen Brown, NFL-bajnok és Super Bowl-győztes amerikai amerikaifutball-játékos († 2020)
- március 9. – Bobby Fischer, amerikai sakknagymester, sakkvilágbajnok († 2008)
- március 12. – Rinus Israël, világbajnoki ezüstérmes, Bajnokcsapatok Európa-kupája- és UEFA-kupa-győztes holland válogatott labdarúgó, edző
- március 17. – Ernie Hunt, angol labdarúgó, csatár († 2018)
- március 21. – Luigi Agnolin, olasz nemzetközi labdarúgó-játékvezető, testnevelőtanár és úszóedző († 2018)
- március 23. – Roy Hilton, Super Bowl-győztes amerikai amerikaifutball-játékos († 2019)
- március 27. – Nicolae Pescaru, román válogatott labdarúgó († 2019)
- március 28. – Denílson Custódio Machado, brazil válogatott labdarúgó
- április 9. – Brian James, ausztrál válogatott rögbijátékos († 2020)
- április 11. – Harley Race, amerikai profi pankrátor († 2019)
- április 14. – Fenyvesi Csaba, háromszoros olimpiai bajnok párbajtőrvívó († 2015)
- április 18. – Vedres Mátyás, jégkorongozó, kapusedző († 2009)
- április 24. – Gordon West, angol labdarúgó († 2012)
- május 3. – Jack DiLauro, World Series bajnok amerikai baseballjátékos
- május 5. – Dagoberto Fontes, uruguayi válogatott labdarúgó
- május 7. – Orlando Ramírez, chilei válogatott labdarúgó († 2018)
- május 17.
  - Graham Atkinson, angol labdarúgó, csatár
  - Rahamim Talbi, izraeli válogatott labdarúgó
- június 13. – Piet Keizer, világbajnoki ezüstérmes holland válogatott labdarúgó († 2017)
- június 14. – Otakar Mareček, olimpiai bronzérmes cseh evezős († 2020)
- június 23. – Madarász Csilla, magyar úszó, edző, olimpikon († 2021)
- június 29. – Pedro Pablo León, perui válogatott labdarúgó († 2020)
- június 30. – Dieter Kottysch, olimpiai bajnok német ökölvívó († 2017)
- július 2. – Rodger Bird, amerikai amerikaifutball-játékos († 2020)
- július 6. – Joe Watson, Stanley-kupa-győztes kanadai jégkorongozó
- július 16.
  - Michel Billière, francia válogatott rögbijátékos († 2020)
  - Rim Dzsungszon, észak-koreai válogatott labdarúgó
- július 20. – Chris Amon, új-zélandi autóversenyző († 2016)
- július 21. – Jim Mannig, amerikai baseballjátékos († 2020)
- augusztus 1. – Ronnie Cocks, máltai válogatott labdarúgó, csatár, edző († 2017)
- augusztus 11. – David Darcy, ausztrál ausztrál futballista és edző († 2020)
- augusztus 14. – Ron Boehm, kanadai jégkorongozó († 2017)
- augusztus 27. – Jack Reilly, skót születésű ausztrál válogatott labdarúgókapus
- szeptember 10. – Horst-Dieter Höttges, világ- és Európa-bajnok német válogatott labdarúgó
- szeptember 15. – Erdélyi Éva, úszó († 1978)
- szeptember 17. – Vaszil Mitkov, bolgár válogatott labdarúgó († 2002)
- szeptember 20. – Szekine Sinobu, olimpiai bajnok japán cselgáncsozó († 2018)
- október 3. – Szántai László, magyar labdarúgó, fedezet († 2018)
- október 5. – Ivan Davidov,  bolgár válogatott labdarúgó († 2015)
- október 12. – Köbi Kuhn, svájci válogatott labdarúgó, edző († 2019)
- október 16. – Tommy Gemmell, skót válogatott labdarúgó, hátvéd, edző († 2017)
- október 17. – Kiril Dojčinovski, macedón labdarúgó, edző
- november 7. – Kang Bongcshil, észak-koreai válogatott labdarúgó
- november 8. – Martin Peters, világbajnok és Európa-bajnoki bronzérmes angol válogatott labdarúgó, edző († 2019)
- november 10. – Ross Warner, ausztrál rögbijátékos († 2020)
- november 13. – Bobby Pfeil, World Series bajnok amerikai baseballjátékos
- december 5. – Ricardo Calabria, argentin nemzetközi labdarúgó-játékvezető († 2017)
- december 7. – Kurt Helmudt, olimpiai bajnok dán evezős († 2018)
- december 10. – Szűcs Lajos, olimpiai bajnok magyar válogatott labdarúgó († 2020)
- december 13. – Ignacio Calderón, mexikói válogatott labdarúgó
- december 14. – António Simões, portugál válogatott labdarúgó, edző
- december 15. – Hesz Mihály, olimpiai bajnok kajakozó

## Halálozások
| Halálozás      | Név                        | Nemzetiség, sportág, eredmények                                                                          | Születés |
| -------------- | -------------------------- | --- | -------- |
| január 3.      | Bid McPhee                 | amerikai baseballjátékos, National Baseball Hall of Fame and Museum tag                                  | 1859     |
| január 8.      | John Titus                 | amerikai baseballjátékos                                                                                 | 1876     |
| január 21.     | Jim Brown                  | colored World Series bajnok amerikai baseballjátékos                                                     | 1892     |
| január 30.     | Petschauer Attila          | olimpiai bajnok magyar kardvívó, újságíró                                                                | 1904     |
| február 4.     | Frank Dwyer                | amerikai baseballjátékos és menedzser                                                                    | 1868     |
| február 9.     | Johann Trollmann           | cigány származású német ökölvívó, a porajmos áldozata                                                    | 1907     |
| február 14.    | Oscar Friede               | olimpiai bronzérmes amerikai kötélhúzó                                                                   | 1881     |
| március 6.     | Jimmy Collins              | World Series bajnok amerikai baseballjátékos és menedzser, National Baseball Hall of Fame and Museum tag | 1870     |
| március 8.     | Léon Thiébaut              | olimpiai ezüstérmes francia vívó                                                                         | 1878     |
| március 13.    | Edvard Wennerholm          | olimpiai bajnok svéd tornász                                                                             | 1890     |
| március 20.    | Heinie Wagner              | World Series bajnok amerikai baseballjátékos                                                             | 1880     |
| május 4.       | Arthur Knautz              | Olimpiai bajnok német kézilabdázó                                                                        | 1911     |
| május 29.      | Pat Wright                 | amerikai baseballjátékos                                                                                 | 1868     |
| június 15.     | Vilém Goppold von Lobsdorf | olimpiai bronzérmes cseh vívó                                                                            | 1869     |
| június 19.     | Art Goodwin                | amerikai baseballjátékos                                                                                 | 1884     |
| július 2.      | Valdemar Bøggild           | olimpiai ezüstérmes dán tornász                                                                          | 1883     |
| július 21.     | Charley Paddock            | olimpiai bajnok amerikai atléta                                                                          | 1900     |
| július 31.     | Jeórjiosz Alimbrándisz     | olimpiai bajnok görög tornász                                                                            | 1880     |
| augusztus 6.   | Arthur Knautz              | olimpiai bajnok német kézilabdázó                                                                        | 1911     |
| augusztus 11.  | Fred Woodcock              | amerikai baseballjátékos                                                                                 | 1868     |
| augusztus 12.  | Julien Wartelle            | olimpiai bronzérmes francia tornász                                                                      | 1889     |
| augusztus 14.  | Joe Kelley                 | amerikai baseballjátékos, menedzser, National Baseball Hall of Fame and Museum tag                       | 1871     |
| augusztus 27.  | Frank Truesdale            | amerikai baseballjátékos                                                                                 | 1884     |
| szeptember 1.  | Karl Aas                   | olimpiai ezüstérmes norvég tornász                                                                       | 1899     |
| szeptember 1.  | Joe Connolly               | World Series bajnok amerikai baseballjátékos                                                             | 1884     |
| szeptember 2.  | Ernest Ebbage              | olimpiai bronzérmes brit kötélhúzó                                                                       | 1873     |
| szeptember 22. | Hans Pedersen              | olimpiai ezüstérmes dán tornász                                                                          | 1887     |
| október 24.    | Caleb Bragg                | amerikai autóversenyző                                                                                   | 1885     |
| november 7.    | Bill Wolff                 | amerikai baseballjátékos                                                                                 | 1876     |
| november 12.   | Werkner Lajos              | olimpiai bajnok magyar vívó                                                                              | 1883     |
| december 6.    | Charley Hall               | World Series bajnok amerikai baseballjátékos                                                             | 1884     |
| december 7.    | Georges Tainturier         | olimpiai és világbajnok francia párbajtőrvívó                                                            | 1890     |
| december 21.   | Jack Warner                | amerikai baseballjátékos                                                                                 | 1872     |